# Ayr (Dakota Północna)
Ayr – miasto w Stanach Zjednoczonych, w stanie Dakota Północna, w hrabstwie Cass.